# 失見当識
失見当識（しつけんとうしき、しっけんとうしき、英:Disorientation）とは、見当識を失った状態のこと。見当識障害ともいう。
時間や方向の感覚が失われたり、物事の相違を区別できなくなったりすることで認識力を失うこと。具体的には、自分の名前や年齢、立場、自分と周囲との関係、日常生活における日付や時間、曜日、自宅の場所、距離、道順などを把握する能力が失われる。認知症の中核症状の一つである。認知症の場合、症状が進行するにつれて認識できない内容が時間→場所→人間関係へと拡大していくことが多い。また、失見当識は、外傷等による脳の損傷や脳卒中により生じた高次脳機能障害の症状としてもよく起こることが知られている。